# Stade Roi-Guillaume-II
Pour les articles homonymes, voir Koning.
Le stade Roi-Guillaume-II (en néerlandais : Koning Willem II stadion) est un stade de football situé à Tilbourg, aux Pays-Bas.

## Histoire
Le stade Roi-Guillaume-II, d'une capacité de 14 637 places, accueille les matchs du club de football du Willem II Tilburg. Le stade a été construit, en 1995, sur le même site que le Gemeentelijk Sportpark Tilburg (« parc de sports communal de Tilburg »), l'ancien stade du Willem II Tilburg, démoli en 1992.
Des travaux ont été faits, en 2000, pour ajouter 16 loges d'affaires, un restaurant, une salle de conférence, une boutique du club et un pub dédié aux supporters.
Tous les sièges du stade sont couverts et chauffés et le terrain possède lui-même son système de chauffage pour pouvoir jouer tous les matchs dans des conditions optimales.
Le nom original du stade était le « stade Guillaume-II » (Willem II-stadion)  pour honorer le roi Guillaume II des Pays-Bas, mais en 2009, le stade fut renommé en « stade Roi-Guillaume-II » (Koning Willem II-stadion), cette nouvelle appellation évitant une confusion avec l’empereur allemand Guillaume II (lequel mourut en 1941 aux Pays-Bas alors sous occupation nazie).

## Événements
- Coupe du monde de football des moins de 20 ans 2005

## Galerie

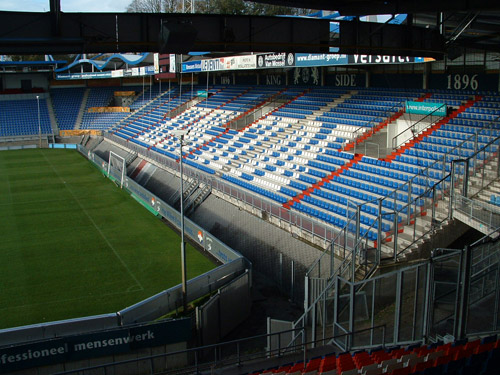
Vue des tribunes
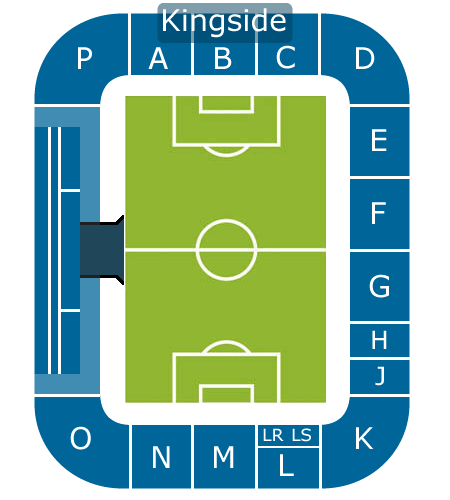
Dispositions du stade